# 하드포인트

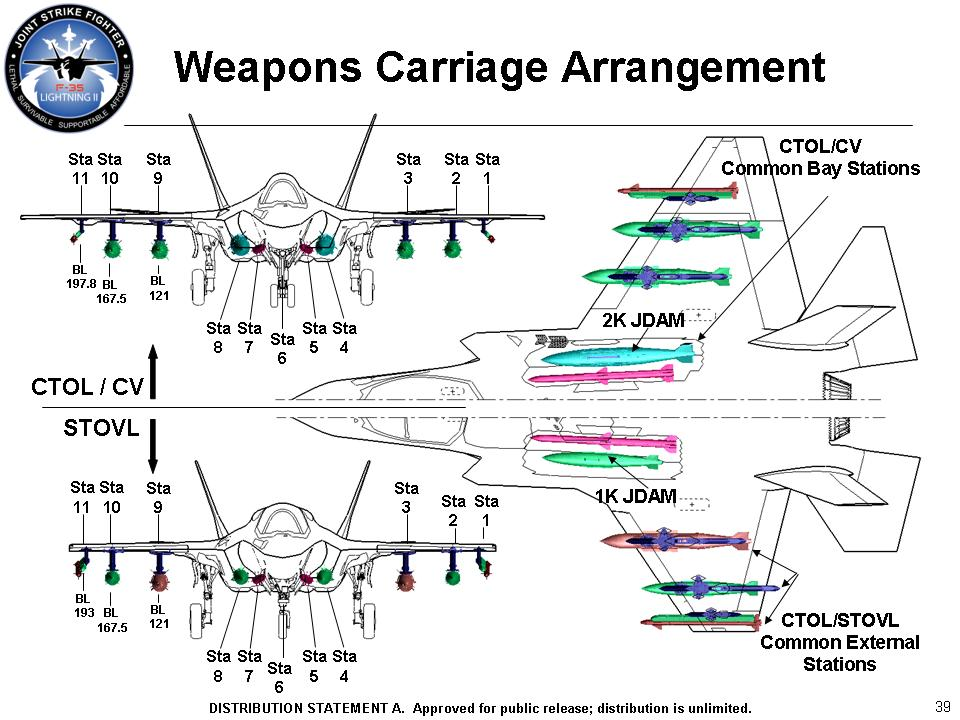
F-35의 탑재 무장류</br>하드포인트는 1-3, 6, 9-11이다.

하드포인트(영어: hardpoint, 일본어: ハードポイント)는 군용기의 동체나 주익의 아랫면에 무장들을 매달기 위해 미리 설치한 부착부이다.

## 같이 보기
- 전투기